# Columbia (Schiff, 1889)

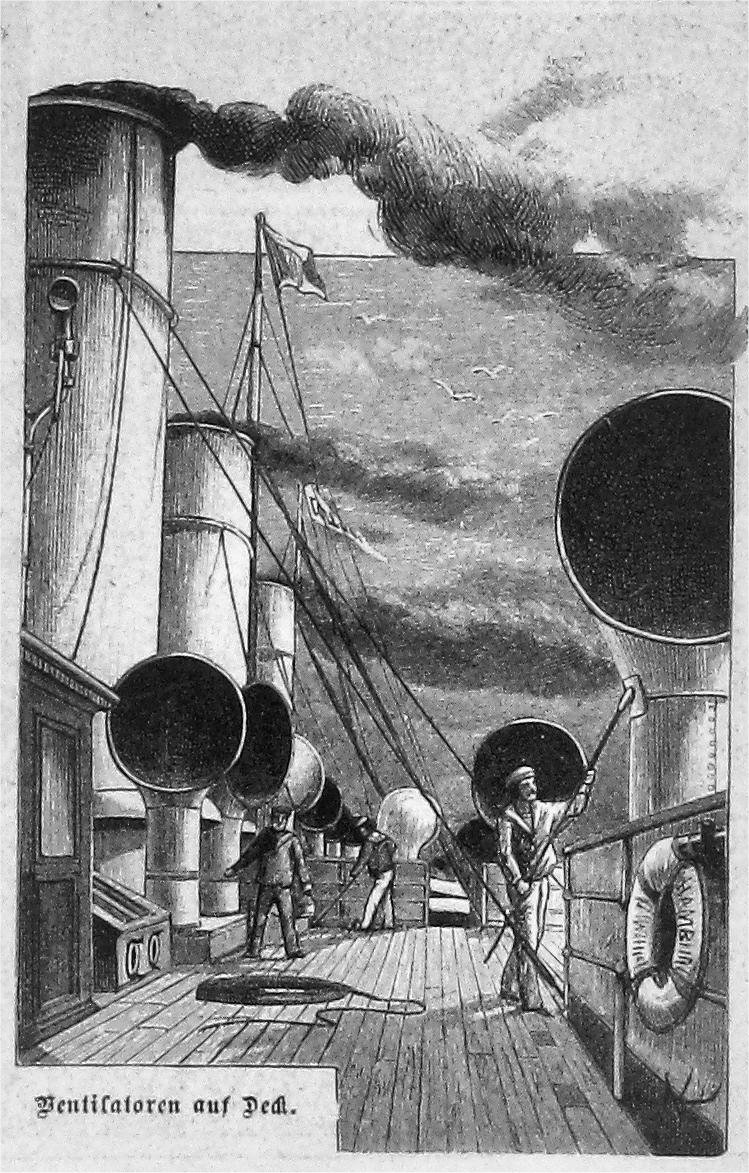
An Oberdeck der Columbia (Zeichnung von Alexander Kircher)

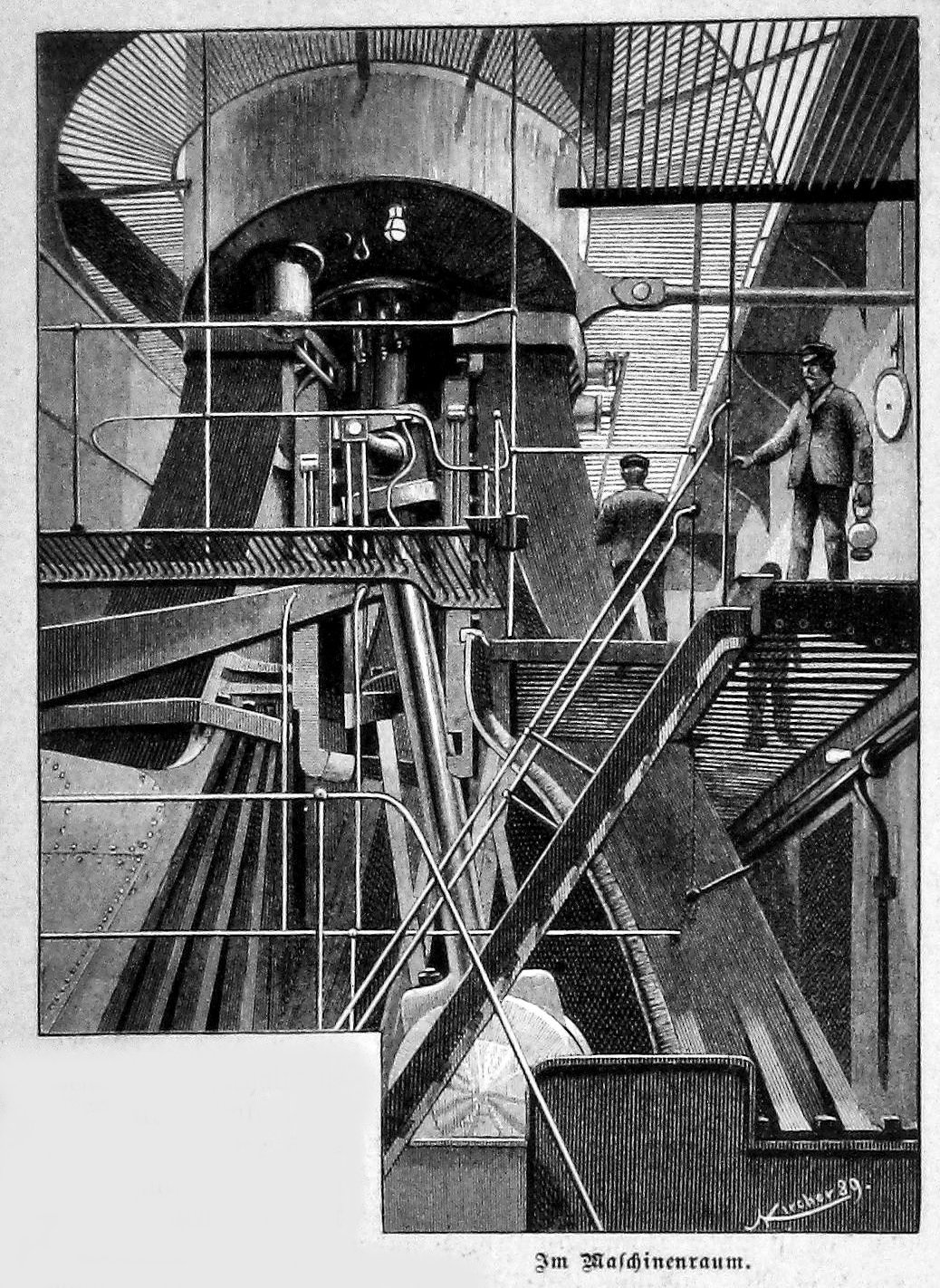
Eine der zwei Hauptmaschinen der Columbia (Zeichnung von Alexander Kircher)

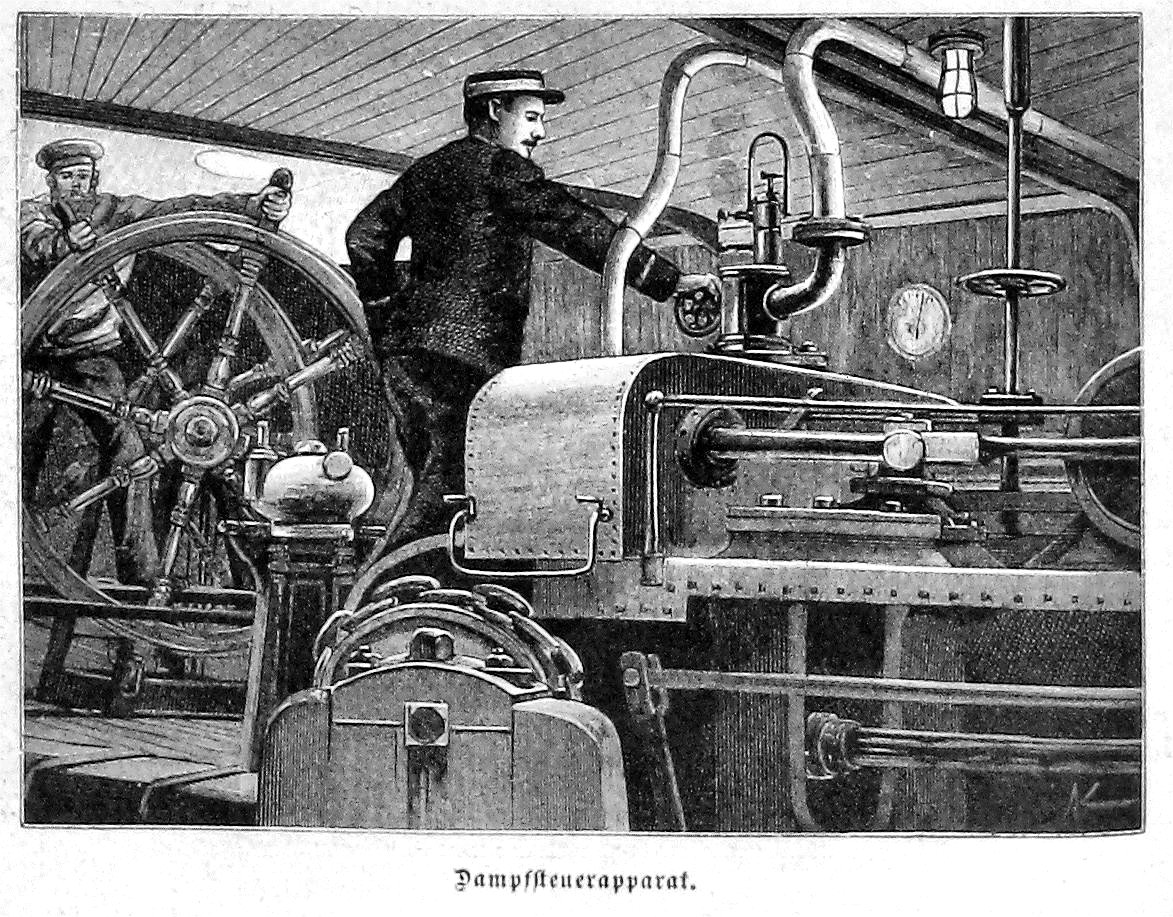
Die Rudermaschine der Columbia nach einer Zeichnung von Alexander Kircher

Die Columbia war ein Schnelldampfer der Hamburg-Amerikanische Packetfahrt-Actien-Gesellschaft (HAPAG). Sie hatte ein Schwesterschiff, die Augusta Victoria.

## Im Dienst der HAPAG
Die am 27. Februar 1889 bei Laird Brothers in Liverpool im Trockendock aufgeschwommene Columbia wurde im Juni 1889 der HAPAG übergeben und trat am 18. Juli ihre Jungfernfahrt von Hamburg über Southampton nach New York an. Sie war der zweite Doppelschrauben-Schnelldampfer der HAPAG auf dem Nordatlantik.
Ab August 1892 hatten die HAPAG-Schiffe ein Problem wegen der Cholera-Epidemie in Hamburg und der strengen Quarantänebestimmungen in New York. Die Schnelldampfer liefen bis Ende der Saison 1892 nur bis Southampton. Als im September 1893 kurzzeitig wieder vermehrt Cholera-Fälle auftraten, wurde Wilhelmshaven für eine Weile Endpunkt des Verkehrs der Schnelldampfer.
Die Columbia und die zuvor vom Vulcan in Stettin gelieferte Augusta Victoria versahen ihren Dienst zuverlässig und schnell. Allerdings gab es im Winter kein ausreichendes Publikumsinteresse an der Querung des Nordatlantiks. In ihrem ersten Winter wurden die Schnelldampfer daher aufgelegt. Vom 22. Januar bis zum 21. März 1891 wurde dann eine Mittelmeerkreuzfahrt der Augusta Victoria von und nach Cuxhaven angeboten.
Diese „Vergnügungsreisen“ im Winter ins Mittelmeer, im Hochsommer nach Norden bis Spitzbergen oder ab 1896 auch zu den Westindischen Inseln wurden zu einem festen Bestandteil des Angebotes der HAPAG neben dem Linienverkehr. Auch die Columbia kam zum Einsatz. So machte sie vom 20. Juli bis zum 9. August 1895 eine Nordland-Fahrt bis nach Spitzbergen. 1896 führte sie die erste Westindien-Kreuzfahrt der HAPAG durch. Am 8. Januar 1896 verließ sie Genua und lief über Algier, Gibraltar und Funchal nach New York. Dort stiegen etliche Amerikaner zu. Sie besuchte 14 Häfen in Westindien, kehrte dann nach New York zurück und lief dann nach Hamburg, wo sie am 14. März 1896 eintraf. Bei dieser Reise war es möglich, auch einzelne Abschnitte zu buchen.
Der Norddeutsche Lloyd (NDL) setzte seine Schnelldampfer im Winter von Mittelmeerhäfen nach New York ein. Dem schloss sich die HAPAG 1893 an und die Columbia lief am 19. Dezember 1893 als erster Schnelldampfer der HAPAG auf der Route Genua-Neapel-Gibraltar-New York. Auch die folgenden Winter kam sie auf dieser Route zum Einsatz. Auf dieser Route arbeiteten HAPAG und NDL im Winter von 1894 bis zum Winter 1900/1901 als Partner zusammen.
Im Juli 1895 dienten die Columbia und ihr Schwesterschiff Augusta Victoria  dem Transport der Ehrengäste bei der Eröffnung des Nord-Ostsee-Kanals. Am 14. Oktober 1897 fuhr sie letztmals von Hamburg über Southampton nach New York.

## Spanischer HilfskreuzerRapido
Am 8. April 1898 verkaufte die HAPAG die Columbia und die Normannia nach Spanien, wo sie als Hilfskreuzer im Spanisch-Amerikanischen Krieg eingesetzt werden sollten. Die Columbia kam am 20. April als Hilfskreuzer Rapido in den Dienst der spanischen Marine und wurde dem Entsatzgeschwader für die Philippinen (Linienschiff Pelayo, Kreuzer Emperador Carlos V, die Hilfskreuzer Patriota und Rapido, drei Zerstörer und zwei Transporter) zugeteilt. Mit diesem fuhr sie am 16. Juni 1898 aus Cadiz bis Port Said (5. Juli), wo dem Geschwader Kohlen verweigert wurden und so eine Weiterfahrt kaum möglich war. Inzwischen hatten auch die Amerikaner die Seeschlacht vor Santiago de Cuba gewonnen, was die Spanier Aktivitäten Richtung Europa befürchten ließ. Das Geschwader wurde zurückgerufen, trat am 11. Juli 1898 die Rückfahrt an und wurde am 25. Juli aufgelöst.
Die Rapido wurde ausgerüstet, um Marinesoldaten in die Kolonie Spanisch-Sahara zu transportieren. Dadurch sollten die Amerikaner gehindert werden, dort oder auf den Kanaren einen Stützpunkt zu errichten. Der Krieg endete jedoch schnell und die Rapido kam beim Rücktransport spanischer Truppen in die Heimat zum Einsatz. Am 5. November 1898 übernahm sie Soldaten für die unruhige Kolonie und brachte sie zu den Kanaren. Von dort lief sie am 27. weiter nach Kuba aus. Am 1. Januar 1899 begann die Rückreise mit Truppen und anderen zurückzuführenden Schiffen. Diese waren alle in einem schlechten Zustand und mussten zum Teil geschleppt werden. So lief der Konvoi zunächst Fort-de-France an, wo ein Teil der Schiffe verkauft wurde. Die Rückfahrt der beiden ehemaligen HAPAG-Schnelldampfer und Hilfskreuzer Patriota und Rapido sowie acht weiterer Marineschiffe zwischen 1030 t und 300 t begann erst zwei Monate später, nachdem weitere Schiffe eingetroffen waren. Die beiden Hilfskreuzer mussten ihre Begleiter häufig in Schlepp nehmen. Erst am 1. April 1899 traf die Rapido wieder in Cadiz ein.

## Wieder im Dienst der HAPAG
Am 6. Juli 1899 konnte die HAPAG ihre Columbia günstig zurückkaufen und am 31. August nahm sie wieder den Dienst auf der Nordatlantikstrecke von Hamburg über Southampton und Cherbourg nach New York auf. Der letzte Start auf dieser Route war am 9. Oktober 1902.
1904 kam die Columbia noch für eine Rundfahrt in den Liniendienst, als sie am 3. April in Neapel über Genua nach New York startete. Während dieser letzten Fahrt erfolgte der erneute Verkauf des Schiffes.

## Russischer HilfskreuzerTerek
Der Russisch-Japanische Krieg führte erneut zu einem Bedarf an schnellen Hilfskriegsschiffen. Russland erwarb aus Deutschland vier ältere Doppelschraubenschnelldampfer: die Kaiserin Maria Theresia des NDL und die Auguste Victoria, die Columbia und die Fürst Bismarck der HAPAG. Offizieller Erwerber der Columbia war die Russische Freiwillige Flotte. Das Schiff traf als letzter der angekauften Schnelldampfer in Libau ein und wurde in Terek umbenannt. Mit der Umrüstung wurde sofort begonnen. Wie auf den anderen Schiffen auch wurde der Platz für die Zwischendeckspassagiere in zusätzliche Kohlebunker verwandelt und es wurden Luken für eine Kohlenübernahme auf See geschnitten. Als Bewaffnung wurden zwei 12-cm-L/45-Canet-Geschütze, vier 7,5-cm-L/50-Canet-Geschütze, acht 5,7-cm-Hotchkiss-Geschütze und zwei Maschinengewehre installiert. Am 12. August lief die Terek zu einer Kontrollfahrt in den Atlantik aus, die eigentlich zusammen mit der Kuban ex Auguste Victoria zusammen geplant war. An diesem Tag kehrte der Hilfskreuzer Ural von einer derartigen Fahrt zurück und der noch in Spanien befindliche Hilfskreuzer Don sollte auch zurückmarschieren. Die Terek erreichte am 22. August Lissabon, wo sie sich versorgte. Im Zuge ihrer Fahrt suchte sie am 1. September noch Vigo und am 13. September nochmals Lissabon auf. Am 24. September traf sie wieder in Libau ein. Mit 9190 Seemeilen hatte sie die längste Kontrollfahrt der Hilfskreuzer durchgeführt und 15 Schiffe auf für Japan bestimmtes Material durchsucht. Keines der Schiffe wurde länger festgehalten.
Die Terek wurde für den Einsatz mit dem II. Pazifischen Geschwader vorbereitet und folgte diesem am 18. November als letztes Schiff. Die Kuban war schon 20 Tage vor ihr, die Ural vier Tage zuvor ausgelaufen. Den geplanten Versorgungspunkt Dakar erreichte sie am 3. Dezember, 3 beziehungsweise 6 Tage nach den anderen Hilfskreuzern. Anfang Januar 1905 schlossen alle drei zum Geschwader vor Madagaskar auf und wurden in dessen Aufklärungsgruppe eingeordnet. Im März im Bereich von Singapur gab es erste Unruhen an Bord, die noch beruhigt werden konnten.
Am 10. Mai wurde die Terek vor der Seeschlacht bei Tsushima vom Geschwader detachiert, um die Seewege nach Japan zu kontrollieren. Die Terek kontrollierte eine Vielzahl von Schiffen und versenkte zwei. Am 5. Juni versenkte sie die britische Ikhona (5252 BRT, 1900) etwa 150 sm vor Hongkong mit einer Reisladung von Rangun nach Yokohama unterwegs. Ende Juni wurde dann auch noch der dänische Dampfer Prinsesse Marie (5416 BRT, 1902) versenkt, auf dem man Güter entdeckte, die militärisch nutzbar erschienen.
In Kenntnis der Niederlage der russischen Flotte ging die Terek weiter nach Süden und lief am 16. Juni Tandjong Priok / Batavia an. In der von den niederländischen Behörden eingeräumten Zeit konnte sie jedoch nicht hinreichend Kohlen übernehmen, um ein sicheres neutrales Ziel zu erreichen, und somit wurde der Hilfskreuzer am 30. Juni interniert. Nach dem Friedensschluss lief er dann Mitte Oktober 1905 nach Wladiwostok, wo er desarmiert und ab dem 21. Februar als Transporter gelistet wurde. Im April 1906 lief das Schiff über Saigon, Dschibuti und Vigo nach Libau zurück, wo es am 8. Juli nach 50.080 zurückgelegten Seemeilen wieder eintraf. Pläne, das Schiff zivil zum Einsatz zu bringen, zerschlugen sich. Am 1. Dezember wurde die Terek aus der Liste der Kriegsschiffe gestrichen und 1907 in Preston abgewrackt.